# Col de la Core
Le col de la Core est un col pyrénéen situé dans le département de l'Ariège et le pays du Couserans entre les villages de Bethmale (ouest) et Sentenac-d'Oust (est). Il est emprunté par la route des cols.

## Géographie
Le col de la Core s'élève à une altitude de 1 395 mètres, il est le point de jonction entre la vallée de Bethmale dans le Castillonnais et la vallée du ruisseau d'Esbintz dans le Haut-Salat, près de Seix. Desservi par la route départementale 17, le col est ouvert du mois de mai à fin novembre mais pas obligatoirement fermé hors de cette période. Le GR 10 y passe.

## Histoire
Lors de la Seconde Guerre mondiale, la frontière franco-espagnole devient une possibilité de transit pour de nombreuses personnes fuyant le régime nazi ou voulant poursuivre le combat au sein de la France libre. Le chemin de la Liberté de Saint-Girons à Esterri d'Àneu empruntait le col de la Core. Un monument rend hommage aux passeurs du Castillonnais, du Haut-Salat et du Saint-Gironnais.

## Activités

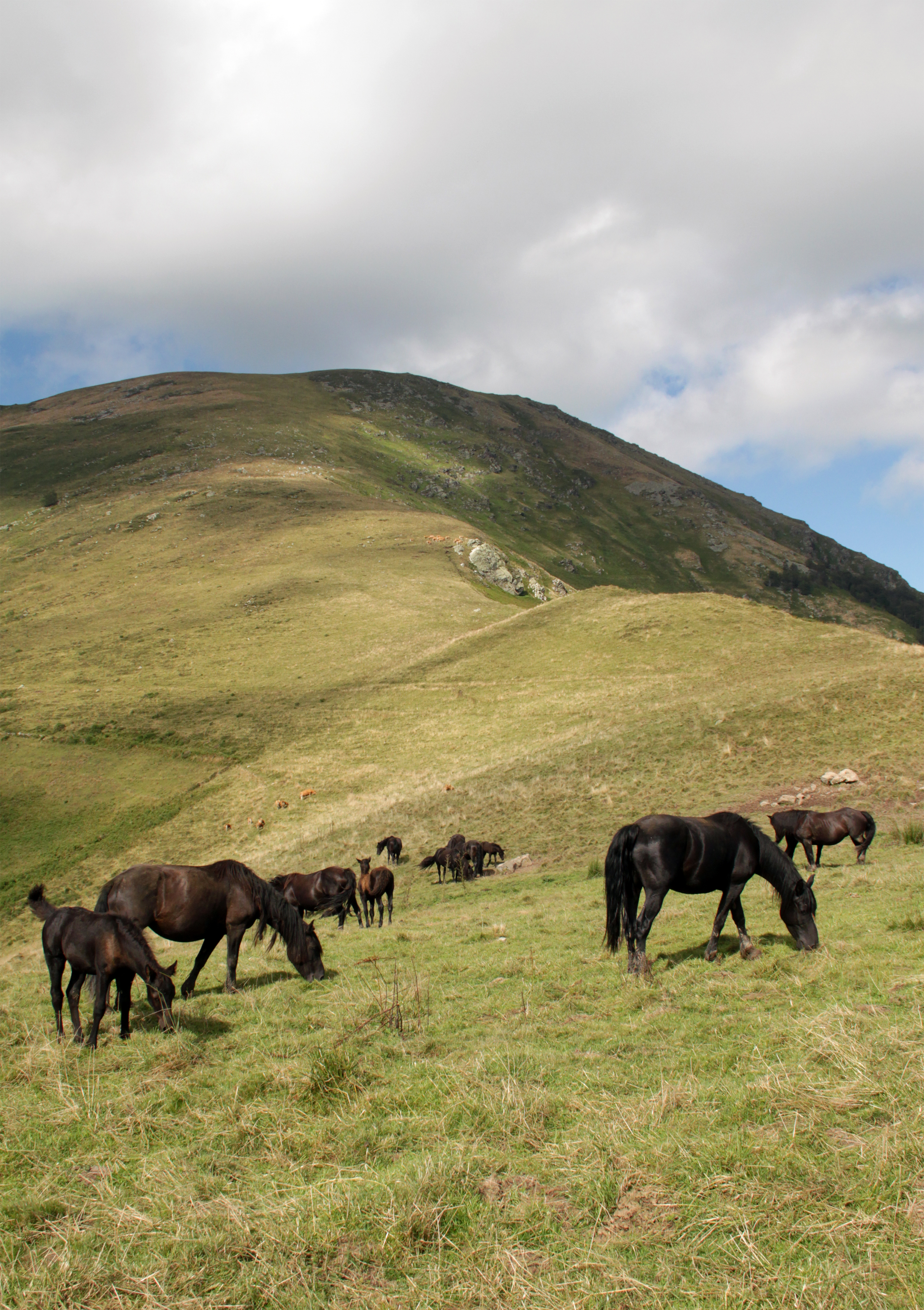
Chevaux Mérens en estive au col en été, avec le Cap de Bouirex en arrière-plan.

### Élevage
Le col de la Core et ses environs sont couvertes de pâturages et servent d'estives pour les bovins et les chevaux qui paissent dans l'aire historique du fromage de Bethmale.

### Tourisme
Sur le GR 10, le col de la Core, doté d'aires de stationnement, est le départ de nombreuses possibilités de randonnée (Cap de Bouirex, chemin de la Liberté, étang d'Ayès), il jouit aussi d'un large panorama avec des points et tables d'orientation installés.

### Cyclisme
Le col est aussi connu pour être un passage privilégié du Tour de France avec huit ascensions depuis 1984.
| Année | Étape | Catégorie | 1er au sommet        |
| ----- | ----- | --------- | -------------------- |
| 2021  | 16    | 1         | Patrick Konrad       |
| 2015  | 12    | 1         | Kristijan Đurasek    |
| 2011  | 14    | 1         | Mickaël Delage       |
| 2004  | 13    | 1         | Sylvain Chavanel     |
| 2003  | 14    | 1         | Richard Virenque     |
| 2002  | 12    | 1         | Laurent Jalabert     |
| 1998  | 11    | 2         | Roland Meier         |
| 1984  | 11    | 1         | Jean-René Bernaudeau |

Il est également emprunté lors de la 4e et dernière étape de la Route d'Occitanie 2023, classé en 1re catégorie. Il en est de même pour l'édition 2025 de l'épreuve.

### Parapente
Très apprécié des parapentistes, c'est un site de pratique référencé par la Fédération française de vol libre.